# Galago demidoff
El gálago del príncipe Demidoff o gálago enano (Galagoides demidoff, anteriormente Galago demidoff) es una especie de primate estrepsirrino perteneciente a la familia Galagidae que habita en África ecuatorial.

## Distribución
Habita en Angola, Benín, Burkina Faso, Burundi, Camerún, República Centroafricana, República del Congo, República Democrática del Congo, Costa de Marfil, Guinea Ecuatorial, Gabón, Ghana, Guinea, Liberia, Mali, Nigeria, Ruanda, Sierra Leona, Tanzania, Togo, Uganda y posiblemente Kenia y Malaui. La densidad de población de G. demidoff normalmente es de 50 a 80 por km², pero en hábitats adecuados pueden verse hasta 117 animales por km².

## Hábitat
Debido a su pequeño tamaño pueden vivir en el denso follaje del bosque donde otros prosimios les costaría movilizarse. Prefiere zonas con ramas delgadas y/o cortinas de lianas, donde el diámetro que los soportan no exceden los 5 cm. En el bosque primario, esta zona ocupa la zona alta de los árboles en el dosel 5 a 40 m del suelo. En el bosque secundario y zonas de caída de árboles, normalmente se le encuentra en la vegetación de arbustos de 0 a 5 metros del suelo.

## Descripción
Es el primate más pequeño de África. La longitud corporal excluida la cola oscila entre 10,5 y 12,3 cm, mientras su larga cola tiene de 15 a 20 cm de larga. Pesa entre 46 y 88 gramos. El color del pelaje dorsal oscila entre jengibre brillante y gris-marrón, siendo el lado ventral de color más pálido. Las orejas son relativamente cortas, poco peludas y móviles, y la nariz aguda y respingada. La especie tiene una franja blanca distintiva que se proyecta desde la mitas de los ojos hacia la nariz.
Como los otros integrantes del género son animales trepadores y corredores, con los miembros posteriores mucho más largos que los anteriores y un alargamiento de la región tarsal en los pies, como indicio de su tipo de locomoción. Cuando corren, los miembros posteriores se encargan de proveer el impulso al cuerpo, mientras los miembros anteriores y la cola proporcionan soporte y estabilidad.
La visión de la especie se halla especialmente desarrollada, esencial en un animal con comportamiento arborícola. Este gálago puede saltar entre 1,5 y 2 metros entre las ramas sin perder altura. Los saltos les permite cambiar rápidamente de posición, pero requiere un mecanismo de absorción de impacto, papel que desempeñan los miembros anteriores mientras los posteriores se preparan para un nuevo salto.

## Comportamiento
El gálago enano es una especie crepuscular y nocturna, utilizando el día para descansar en un refugio construido en la densa vegetación. Los individuos de ambos sexos son solitarios, indicando las investigaciones de campo que el 75% del tiempo permanecen solos, el 21% en parejas y solo el 2% o menos en grupos de 3 a 5 animales.
Son principalmente polígamos, pero dependiendo de la distribución territorial son poligínicos. Paren una sola cría al año, pero se han registrado gemelos, el periodo de gestación dura de 111 a 114 días y la lactancia se prolonga por 45 días. El tamaño adulto se alcanza a los seis meses y de los 8 a 10 meses la madurez sexual.
La especie es principalmente insectívora, con el 70% de su dieta consistente en insectos, principalmente escarabajos pequeños (45%), polillas nocturnas (38%) y orugas (10%). Las frutas constituyen el 19% de su dieta y resinas el 10%. Debido a su pequeño tamaño los insectos son suficientes para suplir la mayor parte de su dieta, mientras que las especies más grandes requieren de más vegetales para suplir la mayor parte de su dieta.